# آنتونی هویش
آنتونی هویش (به انگلیسی: Antony Hewish) (زاده ۱۱ مه ۱۹۲۴ – درگذشته ۱۳ سپتامبر ۲۰۲۱) ستاره‌شناس رادیویی بریتانیایی بود که در سال ۱۹۷۴ همراه با همکار ستاره‌شناس رادیویی خود، مارتین رایل برنده جایزه نوبل فیزیک شد. او تپ‌اخترها را کشف کرد و کارهای مؤثری دربارهٔ سنتز دیافراگم انجام داد. هرچند ژوسلین بل بورنل دانشجوی آنتونی هویش در مقطع کارشناسی ارشد که خیلی شناخته نشد برای نخستین بار متوجه منبع رادیویی ستاره‌ای شد که این منبع بعدها تپ‌اختر خوانده شد.
او همچنین در سال ۱۹۶۹ برنده مدال ادینگتون از انجمن سلطنتی اخترشناسان بریتانیا شد.